# Комплекс Пољопривредне школе „др Ђорђе Радић” у Краљеву
Комплекс Пољопривредне школе „др Ђорђе Радић” у Краљеву представља непокретно културно добро као споменик културе. Краљевачка школа за ратарство, најстарија је пољопривредна школа у Србији, основана 29. јуна 1882. године, Указом краља Милана Обреновића. За првог управитеља постављен је др Ђорђе Радић, чије име школа носи од 1990. године. 
Данашња школска зграда са интернатом и шест павиљона за становање наставника и школског особља и спратна зграда за управитеља саграђени су, према пројекту архитекте Влад. А. Симића, у периоду од 1924. до 1927. године, када је школа пресељена из старе зграде смештене у центру града. У наредних неколико година изграђене су економске зграде, уређен је парк, ограде и прилази, а комплекс је постао најопремљенија образовна установа специјализована за пољопривреду у тадашњој Југославији. 
Комплексом доминира школска зграда са интернатом, која се састоји од сутерена, високог приземља, спрата и поткровља. Главна фасада има ризалитно истакнути средишњи део са наглашеним главним улазом у високо приземље и спрат надвишен декоративном атиком. Ентеријер је решен у складу са наменом. Једноспратна кућа са станом за управитеља представља изузетно архитектонско дело. Објекат има наглашену мансардну кулу завршену пирамидалном куполом и декоративне детаље изведене у дрвету, као и дрвену терасу по угледу на бањске виле.
Поред школске зграде са интернатом и седам стамбених павиљона комплекс обухвата радионице, пекару, млекару, ковачницу, ветеринарску амбуланту, стаје, гараже за пољопривредне машине, музејску збирку пољопривредних справа и алатки и школско огледно имање. Конзерваторско-рестаураторски радови на школској згради изводe се континуирано од 2003. Пројекат рестаурације фасаде израђен је у Заводу у Краљеву и изведен 2012. године.